# رانجیت
رانجیت (انگلیسی: Ranjeet؛ زادهٔ ۱۲ سپتامبر ۱۹۴۲) هنرپیشه اهل هند است.

## فیلم‌شناسی
- آمر اکبر آنتونی
- کاران آرجون
- قدرت ایمان
- راکی
- سرباز
- دستان بسته
- جنجال
- تیراندازی در وادالا
- یتیم یا حرامزاده
- دوستی
- فاتح سرنوشت
- خون و عرق
- ایمان دار
- متعهد عشق
- کیشن و کانیا
- پایان گناه
- بلندی
- خانه جهان
- شیر
- غیرت
- گام نو
- عزیز دل
- درآمد هست آنه مخارج یک روپیه
- بیا در آغوشم
- آدم پرهیزکار
- طلای نقره‌ای
- سوگند
- مار
- به عشق تو قسم می‌خورم
- خانه شلوغ ۴
- نام تو شکستن غم
- سورما بوپالی
- مادر
- دام
- وظیفه
- قطار سوزان
- چشم سوم
- راجپوت
- پادشاه خیابان
- زندانی
- به صدای من گوش کن
- مهارت دست
- ثروتمند و فقیر
- یک برادر باید مثل این باشد
- در کف زندگی
- شراره
- دیوانهٔ تو
- سلام خانم
- عصر جدید
- قضاوت مقدر
- ظالم
- او خواهرت خواهد بود
- عصبانیت
- راجاجی
- خون دو رنگ دارد
- قسم به مادرم
- خجالتی
- امپراتور امروز
- آخرین غلام
- آخرین شرط
- آخرین راهزن
- دشمن
- خوب و بد
- دریا دل
- خوش‌شانس
- بابو حیله‌گر
- زورگویی
- راهزن و جوان
- بخشنده
- تهدید
- جنگ درستکاری